# فلوفيا بلوتيلا
بوبيلا فلوفيا بلوتيلا، أو فلوفيا بلوتيلا، أو بلوتيلا (بالإنجليزية: Publia Fulvia Plautilla) إمبراطورة رومانية، وهي الزوجة الوحيدة للإمبراطور الروماني كركلا، حيث كان كركلا ابن عمها من الدرجة الثانية. ولدت في عام 188/189 وتوفيت في مطلع عام 212.

## ولادتها ونشأتها
ولدت بلوتيلا ونشأت في روما، وكانت مرتبطة بعشيرة فولفيوس في روما القديمة. وكانت عائلة فلوفيوس عائلة ذو أصل ومعروفة منذ عصر الجمهورية الرومانية حيث لها منشأ واصل بتوسكلوم. على الرغم من ان والدتها كانت غير معروفة، إلا أن والدها جايوس فولفيوس بلاطنيوس كان يعمل قائد للحرس الإمبراطوري، وكان سيبتيموس سيفيروس لوسيوس القنصل والإمبراطور الروماني قريبها من الدرجة الأولى وأقرب أصدقائها، وكان لها أخ يحمل نفس اسم والدها.
سيفيروس وبلاطنيوس أجبرا بلوتيلا على الزواج من كركلا في عام 202. حيث ان والد كركلا أجبره على الزواج ببلوتيلا، وأقام احتفال ضخم لحفل زواجهما، إلا أن زواجهما كان فاشلا، حيث لم يقبل كركلا بلوتيلا كزوجة له، وكان دائم الرافض لها ويعمل على إهانتها. وحسب المراجع التاريخية نسبة إلى كاسيوس ديو فقد كانت بلوتيلا ذو طابع هوائي ومتغير.
ووفقا للأدلة النوماستكية، بلوتيلا انجبت من كركلا ابنة (ولكن كان اسمها غير معروف) في عام 204، وفي ذات العام قامت بإثباتها باسم أركوس سبتمبي سفري والذي هو والدها في القانون، وقد امر كل من بلوتيلا وببليوس بإقامة احتفال خاص على شرف كل من سبتيموس سفريوس، وزوجته إمبراطورة روما سفيروس.

## النفي
في 22 من يناير 205 تم إعدام بلاطينيوس وتم الحجز على ممتلكات عائلته، أما بلوتيلا وابنتها فقد تم نفيهما إلى صقلية ومن ثم إلى ليباري حيث تمت معاملتهما بقسوة شديدة إلى ان تم قتلهما خنقا في النهاية بأمر من كاركلا وذلك بعد موت سيفيروس. وحتى هذا اليوم فان أغلبية العملات المعدنية التي وصلت إلينا تعود إلى فترة السلطنة في عصر الأب في القانون وتعود لعصر بلوتيلا، وان الكتابات والنقوش الموجودة على هذه العملة وضعت على شكل بلوتيلا أوغستا أو بلوتيلا غوستا. ويوجد الآن في متحف اللوفر تمثالًا من الرخام يصور الجزء العلوي لفلوفيا.